# Burg Langoiran
Die Burg Langoiran (französisch Château de Langoiran) ist die Ruine einer Höhenburg in der Gemeinde Langoiran rund 25 Kilometer südlich der Stadt Bordeaux im französischen Département Gironde. Sie ist seit Mai 1892 als Monument historique klassifiziert.

## Geschichte
Obwohl Burg und Burgherren bereits im 11. Jahrhundert erstmals urkundlich erwähnt wurden, stammen die ältesten erhaltenen Teile aus dem 13. Jahrhundert. Die neuesten Teile stammen vom Ende der Renaissance.
Das Lehen von Langoiran gehörte jahrhundertelang zu den bekanntesten und mächtigsten des Herzogtums Aquitanien und war darum oft in die Auseinandersetzungen zwischen englischen und französischen Königen verwickelt. Da dieses Herzogtum nicht zu England gehörte, sondern persönlicher Besitz der englischen Könige war, nannten sich die Herrscher auf dem Thron Wilhelms des Eroberers ab Heinrich II. König von England und Herzog von Aquitanien. Die Herzöge von Langoiran fochten immer auf der Seite des englischen Königs, nur Berard d’Albret war am Ende seines Lebens, 1370 nach der Schlacht von Eymet, gezwungen, für Frankreichs König zu kämpfen.
Im Laufe der Zeit kam die Burg in den Besitz der berühmtesten Geschlechter Südfrankreichs: Die Escoussan errichteten die heutige Anlage vom 13. bis zum 14. Jahrhundert, die Albret besaßen es in der zweiten Hälfte des 14. Jahrhunderts, die Montferrand vom Ende des 14. bis zum Beginn des 17. Jahrhunderts.
Im Herbst 1650 zerstörten Truppen unter dem Kommando von Bernard de Nogaret de La Valette d’Épernon die Burg, da der Besitzer, der Parlamentspräsidenten von Bordeaux Guillaume d’Affis, Anhänger der Fronde war.

## Architektur

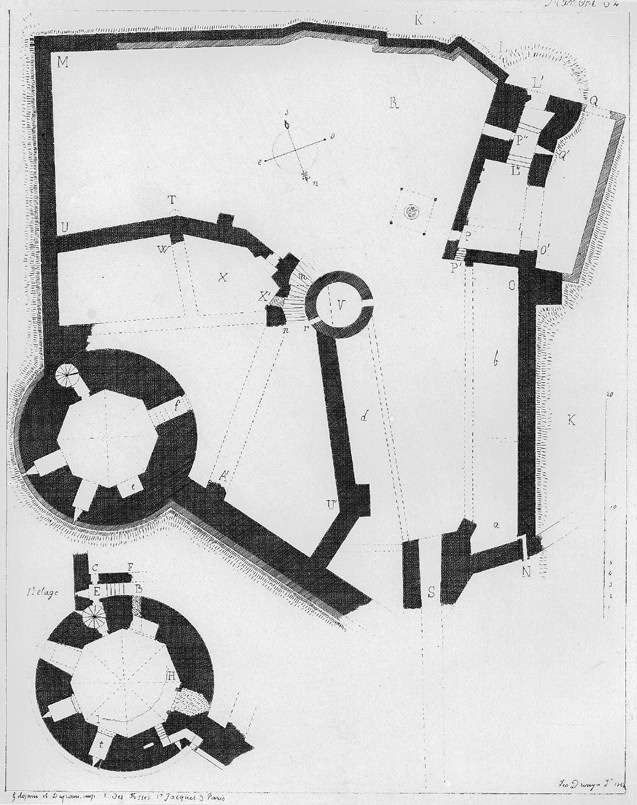
Grundriss der Burganlage

Der Bergfried aus dem 14. Jahrhundert hat sowohl die dicksten Mauern als auch den größten Durchmesser aller Bergfriede in Südfrankreich. Seine Wuchtigkeit und Wehrhaftigkeit machen ihn zum wichtigsten Teil der Burgruine (80 Meter über dem Tal der Garonne), man kann bis zu 50 km weit sehen.